# Nervo frênico
O nervo frênico é um nervo que se origina no pescoço (C3-C5) e passa entre o pulmão e o coração para alcançar o diafragma. É importante para a respiração, pois ele passa as informações motoras para o diafragma e recebe informações sensoriais do mesmo. Existem dois nervos frênico, um esquerdo e um direito.
O nervo frênico se origina do 4º nervo cervical, (C4), com contribuições do 3º e 5º nervos cervicais (C3 e C5). Assim, o nervo frênico recebe inervação das partes de ambos o plexo cervical e o plexo braquial.
Possui fibras nervosas simpáticas, motoras e sensoriais. Estes nervos fornecem a única fonte motora do diafragma, assim como a sensação do tendão central. No tórax, cada nervo frênico provê para a pleura mediastinal e o pericárdio.

## Estrutura
O nervo frênico desce obliquamente com a veia jugular interna através do escaleno anterior, para a camada pré-vertebral da fáscia cervical  profunda e as artérias cervical transversa e supraescapular.
À esquerda, o nervo frênico cruza para a primeira parte da artéria subclávia. À direita, encontra-se na parte anterior do músculo escaleno e cruza para a segunda parte da artéria subclávia. Em ambos os lados, o nervo frênico segue posterior a veia subclávia conforme ela entra no tórax, onde ela segue anterior para a raiz do pulmão e entre o pericárdio fibroso e da face mediastinal da pleura parietal.
Encontrado no meio do mediastino, ambos os nervos frênicos seguem a partir dos nervos C3, C4 e C5 ao longo do músculo escaleno anterior para a bainha carotídea.
- O nervo frênico direito passa sobre a artéria braquiocefálica, posterior à veia subclávia e então atravessa a raiz do pulmão direito anteriormente, em seguida deixando o tórax, passando através da abertura do hiato da veia cava no diafragma no nível de T8. O nervo frênico direito passa sobre o átrio direito.
- O nervo frênico esquerdo passa sobre o pericárdio do ventrículo esquerdo e perfura o diafragma separadamente.

As artérias e veias pericardiacofrênicas viajam com seus respectivos nervos frênico.
O nervo frênico pode ser marcado por uma linha que liga estes dois pontos:
1. O 1º ponto pode ser rotulado a 3,5 centímetros no nível da cartilagem tireóide do plano sagital mediano.
2. O 2º ponto é na extremidade medial da clavícula.

### Variação
A contribuição do 5º nervo cervical pode vir a partir de um nervo frênico acessório. O nervo frênico perto da sua origem, é um ramo de comunicação para raiz C5 do plexo braquial. O nervo frênico, no nível da raiz do pescoço, pouco antes de entrar no tórax, fica a frente da veia subclávia. Normalmente, é colocado de forma posterior, entre a veia e a artéria subclávia.
Na maioria das vezes é um ramo do nervo para a subclávia e pode conter várias fibras nervosas frênicas. Se o nervo frênico acessório está presente, encontra-se na lateral do principal nervo e desce posterior e, ocasionalmente, de inferior para a veia subclávia. O acessório do nervo frênico se conecta ao nervo frênico no tórax ou na raiz do pescoço. Em caninos, o nervo frênico surge a partir de C5-C7 com algumas pequena contribuições de C4. Em gatos, cavalos, bois e de pequenos ruminantes, o nervo frênico surge de forma variável a partir de C4-C7.

## Função
Ambos estes nervos fornecem fibras motoras para o diafragma e fibras sensoriais para o pericárdio fibroso, cápsula de glisson, pleura mediastinal, e o peritônio diafragmático. O frênico supre toda a parte motora do músculo diafragma, o frênico direito a cúpula direita e o esquerdo a cúpula esquerda, e a parte sensitiva da região central desse músculo. Supre a pleura mediastinal e o pericárdio. A total dependência motora do músculo diafragma desse nervo o torna extremamente importante, visto que o músculo é o principal responsável pelo movimento de inspiração. Se divide em 3 ramos, anterior, posterior e lateral.

## Relevância clínica

Paralisia dos nervos frênicos esquerdos (lado direito da imagem) em fluoroscopia: inspiração forçada com a boca fechada leva a elevação do diafragma esquerdo paralítico, enquanto o lado direito saudável se move para baixo.

Dores decorrentes de estruturas inervadas pelo nervo frênico é, muitas vezes,"referida" para outras regiões somáticas atendidas pelos nervos espinhais C3-C5. Por exemplo, um abcesso subfrênico sob o diafragma direito pode causar um paciente a sentir dor no ombro direito.
Irritação do nervo frênico (ou os tecidos inervados por ele) leva a um soluço reflexo. Um soluço é uma contração espasmódica do diafragma, que puxa o ar contra as dobras fechadas da laringe.
O nervo frênico deve ser identificado durante cirurgia torácica e preservado. Para confirmar a identidade do nervo frênico, uma manipulação suave elicita uma resposta diafragmática. O nervo frênico direito pode ser esmagado pelo grampo da veia cava durante um transplante de fígado. O rompimento do nervo frênico, ou uma frenectomia, paralisa o lado do músculo do diafragma correspondente. A paralisia do diafragma é demonstrada por meio de ultrassonografia. A respiração será mais difícil, mas vai continuar, desde que o outro nervo esteja intacto.
O nervo frênico surge a partir do pescoço (C3-C5) e inerva o diafragma, que é inferior. Portanto, pacientes que sofrem lesões medulares abaixo do pescoço ainda são capazes de respirar de forma eficaz, apesar de qualquer paralisia dos membros inferiores.
Lesões do plexo braquial podem causar paralisia para várias regiões do braço, antebraço e mão, dependendo dos nervos cortados. A paralisia resultante tem sido tratada clinicamente, usando o nervo frênico como um doador para neurotização do nervo musculocutâneo e o nervo mediano. Este tratamento tem uma alta taxa de sucesso (84.6%) com restauração parcial a completa da inervação do nervo lesado. Além disso, este procedimento resulta em restituição dos nervos do plexo braquial com o mínimo de impacto para a função respiratória do nervo frênico. As instâncias onde a capacidade vital pulmonar é reduzida têm sido tipicamente um resultado do uso do frênico direito como o doador para a neurotização enquanto que o uso do nervo frênico esquerdo não foi significativamente associado à redução da capacidade vital pulmonar.

## Imagens adicionais

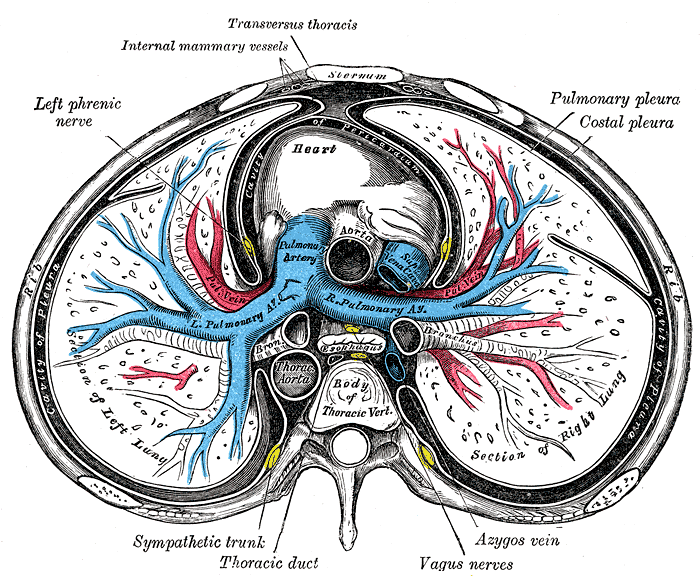
Secção transversal do tórax, mostrando as relações das artérias pulmonares.
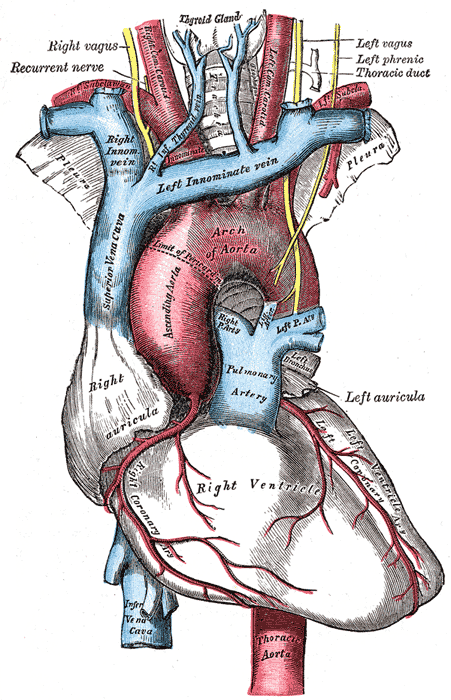
O arco da aorta e seus ramos.
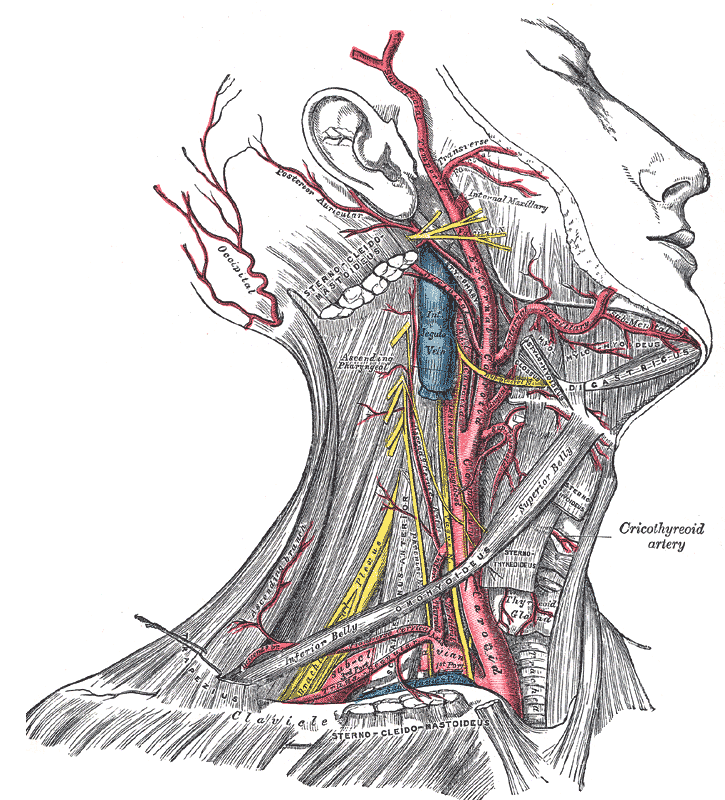
Dissecção do lado direito do pescoço, mostrando as artérias carótida e subclávia.
O direito do plexo braquial com seus ramos curtos, visto de frente.